# Heteropoda vespersa
Heteropoda vespersa är en spindelart som beskrevs av Davies 1994. Heteropoda vespersa ingår i släktet Heteropoda och familjen jättekrabbspindlar.
Artens utbredningsområde är Queensland. Inga underarter finns listade i Catalogue of Life.